# Strana středu (Švédsko)
Strana středu (švédsky Centerpartiet, zkr. Cp) je švédská centristická liberální strana s kořeny v agrarismu.
Jádro stranického programu tvoří svoboda jednotlivce, tržní ekonomika, decentralizace i environmentální prvky. Oficiálně se sice strana profiluje jako proevropská a zastává pozitivní postoj ke členství země v EU, nicméně vnitřně je v této otázce strana rozdělená. Na evropské úrovni je členem Aliance liberálů a demokratů pro Evropu.
Nynější Strana středu vznikla v roce 1910 jako Rolnický svaz (švédsky Bondeförbundet, Bf) a původně hájila především zájmy švédského venkova. Důsledkem snížení významu zemědělského elektorátu a obecně poklesu důležitosti konfliktní linie město-venkov si však strana změnila v roce 1957 svůj nynější název na Strana středu.
Od ostatních nelevicových stran ve Švédsku se liší tím, že v minulostí byla schopná spolupracovat od třicátých let minulého století na vládní úrovni i se sociální demokracií. Od sedmdesátých let se však strana posunula blíže středu, čímž se jí otevřel prostor pro spolupráci s pravicovými stranami. Její předseda Thorbjörn Fälldin byl v letech 1976–1978 a 1979–1982 prvním švédským poválečným předsedou vlády, který nepocházel z řad sociální demokracie. V 90. letech 20. století i na počátku století 21. se podílela na všech dalších středopravicových vládách.

## Výsledky v parlamentních volbách
| Volební rok | Počet hlasů | Hlasy v % | Počet mandátů |
| ----------- | ----------- | --------- | ------------- |
| 1982        | ?           | 15,5      | 56            |
| 1985        | ?           | 12,4      | 44            |
| 1988        | ?           | 11,3      | 42            |
| 1991        | ?           | 8,5       | 31            |
| 1994        | ?           | 7,7       | 27            |
| 1998        | ?           | 5,1       | 18            |
| 2002        | ?           | 6,2       | 22            |
| 2006        | ?           | 7,9       | 29            |
| 2010        | ?           | 6,6       | 23            |
| 2014        | ?           | 6,1       | 22            |
| 2018        | 537 185     | 8,6       | 30            |